# Mantra Mahamrityunjaya
Le Mahamrityunjaya est un mantra sanskrit (sanskrit : महामृत्युंजय मंत्र or महामृत्युञ्जय मन्त्र, mantra mahāmṛtyuṃjaya ou mahāmṛtyuñjaya mantra, se traduit littéralement par "mantra de la conquête de la mort"), également connu sous le nom mantra à Rudra ou Tryambakam mantra. C'est un verset (sūkta) du Rig Veda ( RV 7 .59.12). Le sūkta est adressé à Tryambaka, "Celui qui a trois yeux", une épithète de Rudra que l'on identifie à Shiva. On retrouve également ce verset dans le Yajur-Veda (TS 1.8.6.i; VS 3.60).

## Le mantra
Le Mahamrityunjaya Mantra se lit comme suit, :

ॐ त्र्य॑म्बकं यजामहे सु॒गन्धिं॑ पुष्टि॒वर्ध॑नम्।

उ॒र्वा॒रु॒कमि॑व॒ बन्ध॑नान् मृ॒त्योर्मु॑क्षीय॒ माऽमृता॑॑त् ।।

oṃ tryambakaṃ yajāmahe sughandhiṃ puṣṭivardhanam |

urvārukamivabandhanān mṛtyormukṣīya māmṛtāt ||

## Traduction
La traduction mot par mot du Mahamrityunjaya Mantra est la suivante:
- ॐ Aum = est une syllabe sacrée dans Hindouisme, le Jaïnisme, le Bouddhisme & le Sikhisme.
- त्र्यम्बकम् tryambakam = celui qui a trois yeux (cas accusatif)

त्रि tri = "trois"
अम्बक ambaka = "œil"
- यजामहे yajāmahe = "nous adorons, nous sacrifions" (1ière personne du pluriel du présent de l'indicatif ātmanepada de * yaj-)
- सुगन्धिम् sugandhim = "l'être parfumé, vertueux, suprême" (accusatif),
- पुष्टिवर्धनम् puṣṭi +  vardhanam  = "le dispensateur de nourriture, de richesse, de perfection" (mot composé, accusatif), littéralement "celui qui fait croitre la nourriture"

पुष्टि puṣṭi = "nourriture, augmentation, richesse, perfection"
वर्धन vardhana = "augmentation, croissance"
- उर्वारुकम् urvārukam = "fruit, sorte de concombre" (neutre, nominatif);
- इव iva  = "comme"

En devanagari  s'écrit उर्वारुकमिव urvārukamiva
- बन्धनान् bandhanān = "de la servitude, de la tige" (ablatif, la terminaison est en fait -āt, qui se transforme en -ān à cause du sandhi)

Note: « bandhanāt » signifie ici « de la racine ». Ainsi, lisez avec « urvārukam iva », « comme fruit de la tige » ; la signification étymologique de « l'esclavage », car le fruit est pour l'adorateur le fait d'être libéré de l'esclavage de la mort.
- मृत्योः  mṛtyoḥ  = "de la mort" (cas ablatif de  mṛtyuḥ , "mort")
- मुक्षीय  mukṣīya  = "puis-je être libéré" (1ière personne du singulier présent bénédictif  ātmanepada  de la racine  MUC- )

par  sandhi , les deux derniers mots deviennent मृत्योर्मुक्षीय  mṛtyormukṣīya 
- मा ऽमृतात्  mā 'mṛtāt' '= "pas (mā) de l'immortel (amṛtāt)"  (ablatif de amṛtam): particule négative mā est également construit avec «mukṣīya».

les deux derniers mots deviennent मा ऽमृतात् mā-amṛtāt, libre de la mort, immortel.